# Olympische Winterspiele 2014/Rennrodeln – Team-Staffel
Erstmals in der Geschichte fand bei den Olympischen Winterspielen 2014 eine Team-Staffel im Rennrodeln statt. Diese wurde in einem Lauf am 13. Februar um 20:15 Uhr Ortszeit ausgetragen. Austragungsort war das Sliding Center Sanki in Krasnaja Poljana.
Die Rodel-Staffel setzte sich aus je einem Frauen- und Männer-Einsitzer sowie einem Doppelsitzer zusammen. 12 Nationen traten mit je einem Schlitten in all den drei Wettbewerben an und konnten somit eine Staffel stellen.
Olympiasieger wurde die deutsche Teamstaffel mit Natalie Geisenberger, Felix Loch, Tobias Wendl und Tobias Arlt. Auf dem zweiten Platz landete die Staffel der Russen und Bronze gewann Lettland. Am 22. Dezember 2017 wurden Tatjana Iwanowa und Albert Demtschenko aus Russland wegen Dopingverstößen gesperrt und das Ergebnis der russischen Mannschaft für ungültig erklärt. Sie legten erfolgreich Berufung gegen eine lebenslange Sperre sowie die Aufhebung des Ergebnisses ein, wodurch am 1. Februar 2018 die Ergebnisse wiederhergestellt wurden.

## Ergebnisse
| Rang | Staffel                                                                              | Einsitzer | Einsitzer | Doppelsitzer | Gesamtzeit   | Defizit  |
| Rang | Staffel                                                                              | Frauen    | Männer    | Doppelsitzer | Gesamtzeit   | Defizit  |
| ---- | ------------------------------------------------------------------------------------ | --------- | --------- | ------------ | ------------ | -------- |
| 1    | DeutschlandNatalie Geisenberger Felix Loch Tobias Wendl / Tobias Arlt                | 54,095 s  | 55,639 s  | 55,915 s     | 2:45,649 min | —        |
| 2    | RusslandTatjana Iwanowa Albert Demtschenko Alexander Denissjew / Wladislaw Antonow   | 54,429 s  | 55,775 s  | 56,475 s     | 2:46,679 min | +1,030 s |
| 3    | LettlandElīza Tīruma Mārtiņš Rubenis Andris Šics / Juris Šics                        | 54,745 s  | 56,048 s  | 56,502 s     | 2:47,295 min | +1,646 s |
| 4    | KanadaAlex Gough Samuel Edney Tristan Walker / Justin Snith                          | 54,643 s  | 56,197 s  | 56,555 s     | 2:47,395 min | +1,746 s |
| 5    | ItalienSandra Gasparini Armin Zöggeler Christian Oberstolz / Patrick Gruber          | 54,823 s  | 56,039 s  | 56,558 s     | 2:47,420 min | +1,771 s |
| 6    | Vereinigte StaatenErin Hamlin Christopher Mazdzer Christian Niccum / Jayson Terdiman | 54,338 s  | 56,245 s  | 56,972 s     | 2:47,555 min | +1,906 s |
| 7    | ÖsterreichMiriam Kastlunger Wolfgang Kindl Andreas Linger / Wolfgang Linger          | 55,596 s  | 56,434 s  | 56,447 s     | 2:48,477 min | +2,828 s |
| 8    | PolenNatalia Wojtuściszyn Maciej Kurowski Patryk Poręba / Karol Mikrut               | 54,937 s  | 56,737 s  | 58,079 s     | 2:49,753 min | +4,104 s |
| 9    | TschechienVendula Kotenová Ondřej Hyman Lukáš Brož / Antonín Brož                    | 55,600 s  | 56,926 s  | 57,279 s     | 2:49,805 min | +4,156 s |
| 10   | SlowakeiViera Gbúrová Jozef Ninis Marián Zemaník / Jozef Petrulák                    | 55,757 s  | 56,472 s  | 57,936 s     | 2:50,165 min | +4,516 s |
| 11   | UkraineOlena Schchumowa Andrij Kis Oleksandr Obolontschyk / Roman Sacharkiw          | 55,671 s  | 56,882 s  | 58,502 s     | 2:51,055 min | +5,406 s |
| 12   | SüdkoreaSung Eun-ryung Kim Dong-hyeon Park Jin-yong / Cho Jung-myung                 | 56,174 s  | 57,986 s  | 58,469 s     | 2:52,629 min | +5,406 s |